# 뉴 뮤턴트
뉴 뮤턴트(영어: The New Mutants)는 마블 코믹스에서 출판하는 미국 만화책에 등장하는 가상의 십대 돌연변이 슈퍼히어로 그룹이다. 뉴 뮤턴츠는 엑스맨 프랜차이즈의 스핀오프인 3개의 연속 만화 시리즈의 주인공이였다. 이를 바탕으로 한 영화 작품 《뉴 뮤턴트》는 2020년 8월 공개되었다.